# Manuela Khom

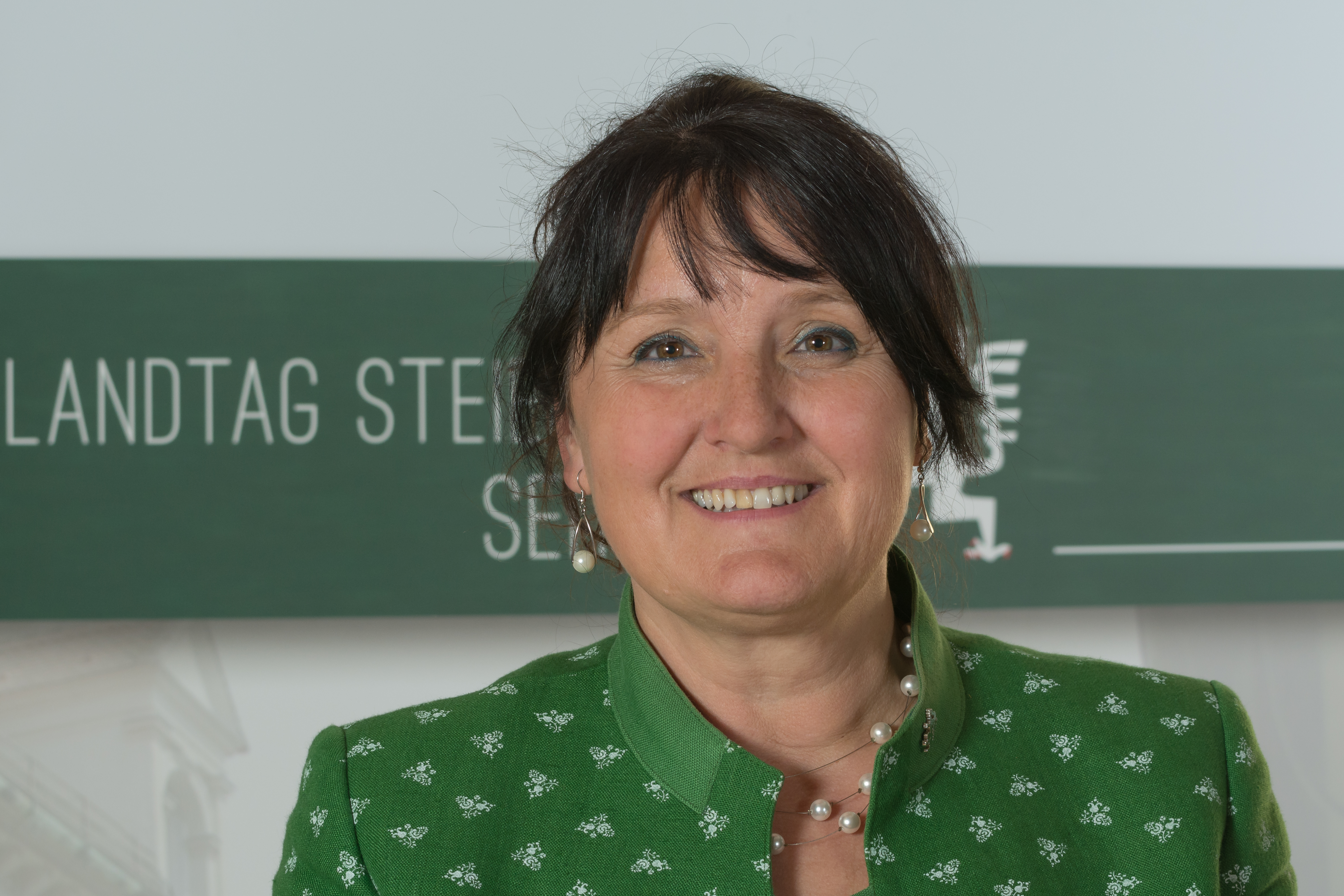
Manuela Khom (2016)

Manuela Khom (* 7. Juni 1963 in Eisenstadt als Manuela Hauser) ist eine österreichische Politikerin der Österreichischen Volkspartei (ÖVP). Von 2010 bis Jänner 2025 war sie Abgeordnete zum Steiermärkischen Landtag und von Dezember 2019 bis Dezember 2024 Landtagspräsidentin. Seit Dezember 2024 ist sie Landesparteiobfrau der Steirischen Volkspartei und Landeshauptmann-Stellvertreterin in der Landesregierung Kunasek mit den Ressorts Gemeinden, Regionen, Europa und Internationales sowie Gesellschaft (außer Jugend).

## Politik
Ihren politischen Einstieg machte Khom 1995 als Gemeinderätin in der Gemeinde Laßnitz bei Murau. Diese Funktion hatte sie bis zur Auflösung der selbständigen Gemeinde aufgrund der Steiermärkischen Gemeindestrukturreform 31. Dezember 2014 inne. Ab 2000 war sie zudem als Gemeindekassierin im Gemeindevorstand.
Khom ist seit 2003 Bezirksleiterin der ÖVP-Frauenbewegung und seit 2009 Bezirksparteiobfrau der Steirischen ÖVP im Bezirk Murau. Am 27. Oktober 2014 wurde sie als Nachfolgerin von Kristina Edlinger-Ploder zur geschäftsführenden Frauenchefin der Steirischen ÖVP und am 10. Jänner 2015 mit 99,95 Prozent der Stimmen zur Frauenchefin der Steirischen ÖVP gewählt.
Khom wurde am 9. November 2010 im Landtag angelobt. Dort war sie Frauen-Sprecherin der ÖVP. Ihre erste Rede im Landtag hielt sie am 18. Jänner 2011.
Nach der Landtagswahl 2019 folgte sie zu Beginn der XVIII. Gesetzgebungsperiode am 17. Dezember 2019 Gabriele Kolar als Landtagspräsidentin nach. Anfang Juli 2025 wurde sie als Nachfolgerin von Christopher Drexler mit 98,6 Prozent der Stimmen zur Landesparteiobfrau der Steirischen Volkspartei gewählt.

## Ausbildung und Beruf
Khom besuchte die Volksschule in Breitenbrunn am Neusiedler See, die Hauptschule in Purbach am Neusiedler See und danach von 1977 bis 1980 die Handelsakademie in Eisenstadt. 1983/84 absolvierte sie an der Höheren Bundes-Lehr- und Versuchsanstalt einen Einführungslehrgang für maschinelle Datenverarbeitung und 1985 am Wirtschaftsförderungsinstitut (WIFI) einen Kurs für Lohn- und Gehaltsverrechnung für Kleinbetriebe. 1999 besuchte sie am WIFI Unternehmerakademie und legte bei der Wirtschaftskammer die Unternehmerprüfung ab. 1999/2000 erwarb sie die Höherqualifizierung zur Trainerin in der Erwachsenenbildung.

## Privates
Die Landtagsabgeordnete lebt in Laßnitz bei Murau. Sie ist verheiratet und Mutter einer Tochter und eines Sohnes.